# Franziska Janetzko
Franziska Janetzko (* 1984 in Landshut) ist eine deutsche Schauspielerin.

## Leben
Franziska Janetzko absolvierte ihre Schauspielausbildung von 2006 bis 2008 an der Film Akademie München. Sie wirkte seit 2007 als Schauspielerin vor der Kamera in mehreren Film-und-Fernsehproduktionen mit. Als Bühnendarstellerin wirkte sie in verschiedenen Theaterstücken und in Musicals mit. Gelegentlich tritt sie auch als Sängerin auf.
Janetzko wohnt in München. Neben ihrer Muttersprache Deutsch spricht sie auch Englisch, Französisch und Spanisch.

## Filmografie
- 2007: Angel Elevator (Kurzfilm)
- 2008: Life plays in such a away
- 2010: Mord in bester Gesellschaft: Das eitle Gesicht des Todes (Fernsehreihe)
- 2010: Auf dem Nockherberg (Singspiel)
- 2010: Männer lügen nicht
- 2010: Liebe, Babys und ein großes Herz (Fernsehserie, 1 Folge)
- 2010: SOKO München (Fernsehserie, 1 Folge)
- 2011: Countdown – Die Jagd beginnt (Fernsehserie, 1 Folge)
- 2011–2013: Forsthaus Falkenau (Fernsehserie)
- 2012–2021: Die Rosenheim-Cops (Fernsehserie, 4 Folgen, verschiedene Rollen)
- 2013: Hubert ohne Staller (Fernsehserie, 1 Folge)
- 2013: Four Senses
- 2015: Im Auge des Betrachters (Kurzfilm)
- 2019: SMS Glücksshorty (Webserie)
- 2020: Der Komödienstadel (Fernsehreihe, 1 Folge)

## Hörspiele (Auswahl)
- 2010: Jürgen Geers: Inspektion. Programmbaustein 288 – Komposition und Regie: Hanns Christian Müller (Original-Hörspiel, Kurzhörspiel – HR)
- 2011: Hanns Christian Müller: Letzte Ölung. Programmbaustein 298 – Regie: Gerhard Polt (Originalhörspiel, Kurzhörspiel – HR)
- 2011: Jürgen Geers: Ziel vor Augen. Programmbaustein 297 – Komposition und Regie: Hanns Christian Müller (Originalhörspiel, Kurzhörspiel – HR)

Quelle: ARD-Hörspieldatenbank